# Myomatose
Ne doit pas être confondu avec myxomatose.
La myomatose est une maladie qui se caractérise par la formation dans les muscles de myomes, c'est-à-dire de tumeurs bénignes formées de tissu musculaire, ce n'est donc pas un cancer. Sa forme de très loin la plus fréquente affecte l'utérus (on parle alors de fibromyome ou léiomyome utérin ou plus improprement de fibrome). Elle peut aussi affecter d'autres muscles lisses ou plus rarement concerner des muscles striés.

## Vocabulaire et synonymes
Lorsque la myomatose se développe aux dépens des muscles lisses on parle de léiomyomes.
Si la myomatose se développe aux dépens des muscles striés on parle de rhabdomyomes.
Selon le muscle atteint le terme de myomatose entre alors souvent dans la composition d'un nom composé plus spécifique.

## Quelques myomatoses
Ci-après une liste non exhaustive de myomatoses et leur localisation préférentielle :
- léiomyome utérin ;
- adénomyomatose vésiculaire, atteint la vésicule biliaire ;
- lymphangioléiomyomatose pulmonaire, qui constitue une hamartomatose des parois alvéolaires ;
- phlébomyomatose, qui atteint la partie musculeuse des parois veineuses ;
- léiomyome de l’œsophage, la plus fréquente des tumeurs bénignes de l’œsophage[4].

## Symptôme associé
Des aspects de myomatose peuvent aussi être observés au sein de tableaux nosologiques complexes comme dans la maladie des spasmes étagés qui atteint l’œsophage.